# Cataclysta ochrealis
Cataclysta ochrealis là một loài bướm đêm trong họ Crambidae.